# Vanderhorstia ornatissima
Vanderhorstia ornatissima és una espècie de peix de la família dels gòbids i de l'ordre dels perciformes.

## Morfologia
- Els mascles poden assolir 8,5 cm de longitud total.[4][5]

## Hàbitat
És un peix marí, de clima tropical (21 °C-27 °C) i associat als esculls de corall que viu entre 3 m de fondària.

## Distribució geogràfica
Es troba des de l'Àfrica oriental fins a Samoa i les Illes Ryukyu.

## Observacions
És inofensiu per als humans.